# Matinsaari (ö i Norra Österbotten, Brahestad, lat 64,48, long 24,23)
Matinsaari är en ö i Finland. Den ligger i Pyhäjoki älv och i kommunen Pyhäjoki i den ekonomiska regionen  Brahestads ekonomiska region  och landskapet Norra Österbotten, i den centrala delen av landet, 500 km norr om huvudstaden Helsingfors. Öns area är 36,4 hektar och dess största längd är 0,9 kilometer i öst-västlig riktning.